# Состра
Состра е древна римска крепост, разположена в землището на с. Ломец на около 12 км от Троян.
В непосредствена близост до крепостта е минавал римският път от Данубиос (р. Дунав) към Филипополис (дн. Пловдив), останки от който могат да се видят и днес на това място. Крепостта е спомената в Пойтингеровата карта от 8 в.
Строителството на крепостта започва около 147 г. по заповед на император Антонин Пий. При неговото управление тук е разквартирувана Втора Матиакска кохорта. През 249 г. крепостта и прилежащото селище, което е имало военен характер, са опустошени от готите. Кога точно започва възстановяването, не е известно, но се знае, че пет години по-късно по заповед на император Галиен тук е изпратена Втора кохорта (на възвращенците), на която е наредено да издигне нова крепостна стена (т.нар. Източна стена). Нейното изграждане продължава три десетилетия, като е достигала височина 10 метра. Останки от Източната стена са запазени и днес. През 4 в. (378 г.) Состра за пореден път е разрушена от готите. В началото на 5 в. след заселването тук на цивилно население, крепостта окончателно губи военния си характер. По същото време започва постепенното възстановяване на по-ранните тракийски крепости в околностите.
На километър южно от крепостта, в местността „Гергьова черква“, са открити останки от късноантична еднокорабна църква, строена през IV-V век и вероятно използвана до Средновековието, която е тежко засегната от иманярско разкопаване през 1999 година.
Состра прекратява съществуването си в края на 5 в. с разрушаването ѝ от хуните. Чак през 19 в. на това място е построен малък пътен хан, наречен „Ломешки ханчета“.
Проучването и възстановяването на Состра е извършено в периода 2002- 2011 г. от Национален исторически музей, Община Троян и Ротари клуб под ръководството на доц. д- р Иван Христов.

## Галерия
- Източната стена на крепостта
- Югоизточната кула
- Останки от стените
- Останки от помещения, както и копие на постамента на статуя на Антонин Пий, чийто оригинал се съхранява в Троян
- Надпис в чест на Император Антонин Пий 145 г. (намира се в Троян)
- Надпис от в чест на Император Публий Луциний Галений, 253-268 AD (намира се в Троян)
- Останки от римския път Данубиос-Филипополис